# عبد الله يحيى الحاكم
عبد الله يحيى الحاكم  المُلقب أبو علي الحاكم هو القائد الميداني والعسكري لجماعة أنصار الله «الحوثيين» في اليمن، يُعتَبَر أبو علي الحاكم الرجل الثاني في جماعة الحوثيين بعد زعيمها عبد الملك الحوثي، إعتُقِل الحاكم في سجن البحث الجنائي في صنعاء إبان الحرب الأولى التي شنها الجيش اليمني على جماعة الحوثيين في العام 2004، ثم فر من السجن في وقت لاحق متنكراً إثر زيارة عائلية له، واتُهِم آنذاك عدد من حراسات السجن بالتواطؤ في عملية تهريبه.
أدرج أسمه في قائمة العقوبات التي فرضها مجلس الأمن الدولي في 7 نوفمبر 2014، بالإضافة إلى علي عبد الله صالح وعبد الخالق الحوثي، لتهديدهم السلام والاستقرار في اليمن، وأستخدام العنف لتقويض العملية السياسية وعرقلة تنفيذ عملية الانتقال السياسي في اليمن، وتهدف العقوبات لوضعهم في قائمة المنع من السفر إضافة إلى تجميد أصولهم المالية.
تم تصفيته اليوم الأحد ٢٢ ديسمبر من عام ٢٠٢٤

## دوره في العمليات العسكرية للحوثيين

### حصار دماج
قاد أبو علي الحاكم حصاراً مسلحاً فرضه أنصار_الله (الحوثيين) في بلدة دماج في محافظة صعدة شمال اليمن والذي كان في تاريخ 20 أكتوبر 2011 واستمرت هذه الحرب الطاحنة وهذا الحصار المطبق على تنظيم القاعدة  لمدة 79 يوماً حتى سيطر أانصارالله على منطقة دماج بالكامل، وقامو بقتل عناصر التكفيريين اثناء المواجهة وأسر من استسلم وفرار من استطاع الهروب إلى السعودية وكان أبو علي الحاكم آنذاك أحد الموقعين على إتفاق الهدنة مع حسين الأحمر والسلفيين في ديسمبر 2011 , والذي أفضى إلى رفع الحصار عن دماج.

### السيطرة على عمران
أبو علي الحاكم في صفوف انصار الله الرافضة للنظام المرتهن لأمريكاء الذي كان يترأسه علي عبدالله صالح قاد معارك ك ضد وحدات عسكرية تابعة للواء علي محسن الأحمر المدعومين بمقاتلين تابعين لحزب التجمع اليمني للإصلاح في محافظة عمران العام 2014 , والتي انتهت بانسحاب الجيش وسقوط المحافظة ومركزها «مدينة عمران» في أيدي جماعة أنصار الله.

### عقوبات دولية
في 7 نوفمبر 2014 فرض «مجلس الأمن الدولي» لتابع للأمم المتحدة عقوبات على الرئيس السابق علي عبد الله صالح واثنين من كبار القادة العسكريين للحوثيين عبد الخالق الحوثي (شقيق السيد عبدالملك الحوثي) وعبد الله يحيى الحكيم المعروف ب«أبو علي الحاكم» لاتهامهم بتهديد السلام والاستقرار في اليمن، وتهدف العقوبات لوضعهم في قائمة المنع من السفر إضافة إلى تجميد أصولهم. وعندما رأت الولايات المتحدة الامريكية بأنهم لا يقبلون بسياستها التي تسعى من خلالها على السيطرة والهيمنة على المنطقة قامت بإجرائات مماثلة وتهدف هذه العقوبات الى منع الشركات الأمريكية من التعامل معهم وتجميد أصولهم المالية إن وجدت في الولايات المتحدة، وقالت وزارة المالية الأمريكية إنها وضعت أسماء علي عبد الله صالح وعبد الخالق الحوثي وعبد الله يحيى الحكيم في اللائحة السوداء لأنهم «انخرطوا في أعمال تهدد بشكل مباشر أو غير مباشر السلام والأمن والاستقرار لهم  في اليمن»، وأضافت وزارة المالية الأمريكية أن الرجال الثلاثة «استخدموا العنف الذي من شأنه تقويض العملية السياسية وعرقلة تنفيذ عملية الانتقال السياسي في اليمن».
في 8 يونيو فرض الاتحاد الأوروبي عقوبات على عبد الملك الحوثي وأحمد علي عبد الله صالح، ونصت العقوبات على منعهم من السفر و«تجميد الأصول المالية»، وذلك تنفيذاً لقرار مجلس الأمن رقم 2216.
ويشمل قرار مجلس الأمن حظر توريد الأسلحة والعتاد ووسائل النقل العسكرية، لعلي عبد الله صالح ونجله أحمد وعبد الملك الحوثي وعبد الخالق الحوثي وعبد الله يحيى الحكيم (أبو علي الحاكم)، وكافة الأطراف التي تعمل لصالحهم أو تنفيذاً لتعليماتهم في اليمن، 
وطالب القرار الدول المجاورة بتفتيش الشحنات المتجهة إلى اليمن في حال ورود اشتباه بوجود أسلحة فيها، وطالب الحوثيون بوقف القتال وسحب قواتهم من المناطق التي فرضوا سيطرتهم عليها بما في ذلك صنعاء.